# BAFTA-díj kiemelkedő brit filmnek
A BAFTA-díj kiemelkedő brit filmnek (angolul BAFTA Award for Outstanding British Film) elismerést a Brit Film- és Televíziós Akadémia adja át minden év február végén, március elején egy ünnepi gálaműsor keretében, az előző évben bemutatott azon film alkotóinak, amely „kiemelkedő és eredeti darabja a brit filmgyártásnak”, s amely „kivételes kreativitást és innovációt mutat fel”.
A díjat első alkalommal 1949-ben, az 1. BAFTA-díjátadón ítélték oda egy 1947. évi alkotásnak a legjobb brit film elnevezéssel. A brit filmművészet külön kategóriában történő elismerése 1969-ig folytatódott, majd közel negyedszázados szünet következett. Ezen idő alatt a hazai filmeket is a legjobb film bármilyen forrásból (Best Film from any Source) kategóriában értékelték. 1993-ban a 46. gálán élesztették újjá, eleinte Alexander Korda-díj az év kiemelkedő brit filmjének (Alexander Korda Award for the outstanding British Film of the Year) elnevezéssel, majd – amellett, hogy a díjat továbbra is Korda Sándor tiszteletére adják át – elnevezését lerövidítették, és BAFTA-díj kiemelkedő brit filmnek néven osztják ki.
A kiemelkedő brit film kategóriába való jelöléshez a filmnek „jelentős kreatív részvételt kell felmutatnia brit állampolgárságú személyek részéről”, beleértve azokat is, akik legalább hat éve állandó lakhellyel rendelkeznek az Egyesült Királyságban, illetve brit útlevéllel bírnak. A film jelölésével alkotóként a rendező(i), a forgatókönyvíró(i) és legfeljebb három producer tüntethető fel; ha ezek egyike sem brit, a film csak kivételes körülmények fennállása esetén jelölhető.
A megmérettetésben résztvevő alkotások kiválasztása három ütemben történik. 2021 óta első körben a BAFTA e szekciójába feliratkozott akadémiai tagok állítanak össze egy 15 filmből álló, úgynevezett hosszú listát titkos szavazással. A második körben e lista első öt helyezettje automatikusan a jelöltek tízes listájára kerül. A fennmaradt öt helyet a hosszú lista 6-15. helyezettjei közül tölti fel egy 7-20 fős jelölő zsűri. A harmadik körben az összes BAFTA-tag titkos szavazata dönt a nyertes filmalkotásról.

## Díjazottak és jelöltek
A díjazottak a táblázat első sorában, vastagítással vannak kiemelve. Az országzászlók a készítő országot, illetve a koprodukcióban részes államokat jelölik.
Az évszám a díjosztó gála évét jelzi, amelyen film elismerésben részesült (1948 kivételével, melynek díjkiosztóját 1949-ben tartották meg a 2. gálával együtt).

### 1940-es évek
| Év                | Film                   | Film                             | Rendező                          | Producer |
| Év                | Magyar cím             | Eredeti cím                      | Rendező                          | Producer |
| ----------------- | ---------------------- | -------------------------------- | -------------------------------- | -------- |
| 1948 (1. gála)    |                        |                                  |                                  |          |
| Egy ember lemarad | Odd Man Out            | Carol Reed                       | Carol Reed                       |          |
| 1949 (2. gála)    |                        |                                  |                                  |          |
| Ledőlt bálvány    | The Fallen Idol        | Carol Reed                       | Carol Reed                       |          |
| Hamlet            | Laurence Olivier       | Laurence Olivier                 |                                  |          |
| –––               | Once a Jolly Swagman   | Jack Lee                         | Ian Dalrymple                    |          |
| Scott kapitány    | Scott of the Antarctic | Charles Frend                    | Michael Balcon                   |          |
| Piros cipellők    | The Red Shoes          | Michael Powell, Pressburger Imre | Michael Powell, Pressburger Imre |          |
| Twist Olivér      | Oliver Twist           | David Lean                       | Ronald Neame                     |          |
| –––               | The Small Voice        | Fergus McDonell                  | Anthony Havelock-Allan           |          |

### 1950-es évek
| Év                           | Film                          | Film                                 | Rendező                          | Producer |
| Év                           | Magyar cím                    | Eredeti cím                          | Rendező                          | Producer |
| ---------------------------- | ----------------------------- | ------------------------------------ | -------------------------------- | -------- |
| 1950 (3. gála)               |                               |                                      |                                  |          |
| A harmadik ember             | The Third Man                 | Carol Reed                           | Carol Reed                       |          |
| A dicsőség órája             | The Small Back Room           | Michael Powell, Pressburger Imre     | Michael Powell, Pressburger Imre |          |
| A pikk dáma                  | The Queen of Spades           | Thorold Dickinson                    | Anatole de Grunwald              |          |
| Nagyvárosi kalamajka         | A Run for Your Money          | Charles Frend                        | Michael Balcon                   |          |
| Nemes szívek, nemesi koronák | Kind Hearts and Coronets      | Robert Hamer                         | Michael Balcon                   |          |
| Útlevél Pimlicóba            | Passport to Pimlico           | Henry Cornelius                      | Michael Balcon                   |          |
| Whiskyt vedelve              | Whisky Galore!                | Alexander Mackendrick                | Michael Balcon                   |          |
| 1951 (4. gála)               |                               |                                      |                                  |          |
| A kék lámpa                  | The Blue Lamp                 | Basil Dearden                        | Michael Balcon                   |          |
| Az ultimátum                 | Seven Days to Noon            | John Boulting, Roy Boulting          | John Boulting, Roy Boulting      |          |
| –––                          | Chance of a Lifetime          | Bernard Miles                        | Bernard Miles                    |          |
| –––                          | Morning Departure             | Roy Ward Baker                       | Jay Lewis                        |          |
| –––                          | State Secret                  | Sidney Gilliat                       | Sidney Gilliat, Frank Launder    |          |
| –––                          | The Wooden Horse              | Jack Lee                             | Ian Dalrymple                    |          |
| 1952 (5. gála)               |                               |                                      |                                  |          |
| A Levendula-dombi csőcselék  | The Lavender Hill Mob         | Charles Crichton                     | Michael Balcon                   |          |
| A fehér öltönyös férfi       | The Man in the White Suit     | Alexander Mackendrick                | Michael Balcon                   |          |
| Felsőbb osztályba léphet     | The Browning Version          | Anthony Asquith                      | Teddy Baird                      |          |
| –––                          | No Resting Place              | Paul Rotha                           | Colin Lesslie                    |          |
| –––                          | The Magic Garden              | Donald Swanson                       | Donald Swanson                   |          |
| –––                          | The Small Miracle             | Maurice Cloche, Ralph Smart          | Anthony Havelock-Allan           |          |
| Varázsdoboz                  | The Magic Box                 | John Boulting                        | Ronald Neame                     |          |
| –––                          | White Corridors               | Pat Jackson                          | John Croydon, Joseph Janni       |          |
| 1953 (6. gála)               |                               |                                      |                                  |          |
| –––                          | The Sound Barrier             | David Lean                           | David Lean                       |          |
| A folyó                      | The River                     | Jean Renoir                          | Kenneth McEldowney, Jean Renoir  |          |
| Angyalok között              | Angels One Five               | George More O'Ferrall                | John W. Gossage, Derek N. Twist  |          |
| Az első szó                  | Mandy                         | Alexander Mackendrick, Fred F. Sears | Michael Balcon, Leslie Norman    |          |
| Ha eljön a hajnal            | Cry, the Beloved Country      | Korda Zoltán                         | Korda Zoltán, Alan Paton         |          |
| –––                          | Outcast of the Islands        | Carol Reed                           | Carol Reed                       |          |
| 1954 (7. gála)               |                               |                                      |                                  |          |
| Különös kirándulás           | Genevieve                     | Henry Cornelius                      | Henry Cornelius                  |          |
| Kegyetlen tenger             | The Cruel Sea                 | Charles Frend                        | Leslie Norman                    |          |
| Moulin Rouge                 | Moulin Rouge                  | John Huston                          | John és James Woolf              |          |
| –––                          | The Heart of the Matter       | George More O'Ferrall                | Ian Dalrymple                    |          |
| –––                          | The Kidnappers                | Philip Leacock                       | Sergei Nolbandov, Leslie Parkyn  |          |
| 1955 (8. gála)               |                               |                                      |                                  |          |
| Hobson lányai                | Hobson's Choice               | David Lean                           | David Lean                       |          |
| Bíborsivatag                 | The Purple Plain              | Robert Parrish                       | John Bryan                       |          |
| –––                          | Carrington V.C.               | Anthony Asquith                      | Teddy Baird                      |          |
| –––                          | Doctor in the House           | Ralph Thomas                         | Betty E. Box                     |          |
| –––                          | For Better, for Worse         | J. Lee Thompson                      | Kenneth Harper                   |          |
| Megosztott szív              | The Divided Heart             | Charles Crichton                     | Michael Truman                   |          |
| Rómeó és Júlia               | Romeo and Juliet              | Renato Castellani                    | Sandro Ghenzi, Joseph Janni      |          |
| –––                          | The ’Maggie’                  | Alexander Mackendrick                | Michael Truman                   |          |
| 1956 (9. gála)               |                               |                                      |                                  |          |
| III. Richárd                 | Richard III                   | Laurence Olivier                     | Laurence Olivier                 |          |
| A fogoly                     | The Prisoner                  | Peter Glenville                      | Vivian Cox                       |          |
| A gátrobbantók               | The Dam Busters               | Michael Anderson                     | Robert Clark, W. A. Whittaker    |          |
| Betörő az albérlőm           | The Ladykillers               | Alexander Mackendrick                | Seth Holt, Michael Balcon        |          |
| –––                          | Simba                         | Brian Desmond Hurst                  | Peter De Sarigny                 |          |
| –––                          | The Colditz Story             | Guy Hamilton                         | Ivan Foxwell                     |          |
| –––                          | The Night My Number Came Up   | Leslie Norman                        | Michael Balcon                   |          |
| 1957 (10. gála)              |                               |                                      |                                  |          |
| –––                          | Reach for the Sky             | Lewis Gilbert                        | Daniel M. Angel                  |          |
| A River Plate-i csata        | The Battle of the River Plate | Michael Powell, Pressburger Imre     | Michael Powell, Pressburger Imre |          |
| A sosemvolt ember            | The Man Who Never Was         | Ronald Neame                         | André Hakim                      |          |
| –––                          | A Town Like Alice             | Jack Lee                             | Joseph Janni                     |          |
| –––                          | Yield to the Night            | J. Lee Thompson                      | Kenneth Harper                   |          |
| 1958 (11. gála)              |                               |                                      |                                  |          |
| Híd a Kwai folyón            | The Bridge on the River Kwai  | David Lean                           | Sam Spiegel                      |          |
| A herceg és a színésznő      | The Prince and the Showgirl   | Laurence Olivier                     | Laurence Olivier                 |          |
| Útibatyu                     | The Shiralee                  | Leslie Norman                        | Michael Balcon, Jack Rix         |          |
| –––                          | Windom's Way                  | Ronald Neame                         | John Bryan                       |          |
| 1959 (12. gála)              |                               |                                      |                                  |          |
| Hely a tetőn                 | Room at the Top               | Jack Clayton                         | John és James Woolf              |          |
| Indiszkrét                   | Indiscreet                    | Stanley Donen                        | Stanley Donen                    |          |
| –––                          | Orders to Kill                | Anthony Asquith                      | Anthony Havelock-Allan           |          |
| –––                          | Sea of Sand                   | Guy Green                            | Robert S. Baker, Monty Berman    |          |
| Sivatagi támadás             | Ice Cold in Alex              | J. Lee Thompson                      | W. A. Whittaker                  |          |

### 1960-as évek
| Év                                                                                     | Film                                                                 | Film                   | Rendező                                       | Producer |
| Év                                                                                     | Magyar cím                                                           | Eredeti cím            | Rendező                                       | Producer |
| -------------------------------------------------------------------------------------- | -------------------------------------------------------------------- | ---------------------- | --------------------------------------------- | -------- |
| 1960 (13. gála)                                                                        |                                                                      |                        |                                               |          |
| A gyűlölet áldozata                                                                    | Sapphire                                                             | Basil Dearden          | Michael Relph                                 |          |
| Az északnyugati határszél                                                              | North West Frontier                                                  | J. Lee Thompson        | Marcel Hellman                                |          |
| Dühöngő ifjúság                                                                        | Look Back in Anger                                                   | Tony Richardson        | Harry Saltzman                                |          |
| –––                                                                                    | Tiger Bay                                                            | J. Lee Thompson        | John Hawkesworth, Julian Wintle               |          |
| –––                                                                                    | Yesterday's Enemy                                                    | Val Guest              | Michael Carreras                              |          |
| 1961 (14. gála)                                                                        |                                                                      |                        |                                               |          |
| Szombat este, vasárnap reggel                                                          | Saturday Night and Sunday Morning                                    | Karel Reisz            | Tony Richardson                               |          |
| A dicsőség hangjai                                                                     | Tunes of Glory                                                       | Ronald Neame           | Colin Lesslie                                 |          |
| A dühös csend                                                                          | The Angry Silence                                                    | Guy Green              | Richard Attenborough, Bryan Forbes            |          |
| Oscar Wilde tárgyalásai                                                                | The Trials of Oscar Wilde                                            | Ken Hughes             | Irving Allen, Albert R. Broccoli, Harold Huth |          |
| 1962 (15. gála)                                                                        |                                                                      |                        |                                               |          |
| Egy csepp méz                                                                          | A Taste of Honey                                                     | Tony Richardson        | Tony Richardson                               |          |
| Az ártatlanok                                                                          | The Innocents                                                        | Jack Clayton           | Jack Clayton                                  |          |
| A hosszú, az alacsony és a magas                                                       | The Long and the Short and the Tall                                  | Leslie Norman          | Michael Balcon                                |          |
| Csavargók                                                                              | The Sundowners                                                       | Fred Zinnemann         | Gerry Blattner                                |          |
| Fütyüld le a szelet                                                                    | Whistle Down the Wind                                                | Bryan Forbes           | Richard Attenborough                          |          |
| 1963 (16. gála)                                                                        |                                                                      |                        |                                               |          |
| Arábiai Lawrence                                                                       | Lawrence of Arabia                                                   | David Lean             | Sam Spiegel                                   |          |
| Billy Budd                                                                             | Billy Budd                                                           | Peter Ustinov          | Peter Ustinov                                 |          |
| Csak ketten játszhatják                                                                | Only Two Can Play                                                    | Sidney Gilliat         | Leslie Gilliat                                |          |
| Ez is szerelem                                                                         | A Kind of Loving                                                     | John Schlesinger       | Joseph Janni                                  |          |
| Kiadó szoba                                                                            | The L-Shaped Room                                                    | Bryan Forbes           | Richard Attenborough, James Woolf             |          |
| 1964 (17. gála)                                                                        |                                                                      |                        |                                               |          |
| Tom Jones                                                                              | Tom Jones                                                            | Tony Richardson        | Tony Richardson                               |          |
| A hazudós Billy                                                                        | Billy Liar                                                           | John Schlesinger       | Joseph Janni                                  |          |
| A szolga                                                                               | The Servant                                                          | Joseph Losey           | Joseph Losey, Norman Priggen                  |          |
| Egy ember ára                                                                          | This Sporting Life                                                   | Lindsay Anderson       | Karel Reisz                                   |          |
| 1965 (18. gála)                                                                        |                                                                      |                        |                                               |          |
| Dr. Strangelove, avagy rájöttem, hogy nem kell félni a bombától, meg is lehet szeretni | Dr. Strangelove or: How I Learned to Stop Worrying and Love the Bomb | Stanley Kubrick        | Stanley Kubrick                               |          |
| A vonat                                                                                | The Train                                                            | John Frankenheimer     | Jules Bricken                                 |          |
| Becket                                                                                 | Becket                                                               | Peter Glenville        | Hal B. Wallis                                 |          |
| Tökmagevő                                                                              | The Pumpkin Eater                                                    | Jack Clayton           | James Woolf                                   |          |
| 1966 (19. gála)                                                                        |                                                                      |                        |                                               |          |
| Az Ipcress-ügyirat                                                                     | The Ipcress File                                                     | Sidney J. Furie        | Harry Saltzman                                |          |
| A domb                                                                                 | The Hill                                                             | Sidney Lumet           | Kenneth Hyman                                 |          |
| A csábítás trükkje                                                                     | The Knack ...and How to Get It                                       | Richard Lester         | Oscar Lewenstein                              |          |
| Darling                                                                                | Darling                                                              | John Schlesinger       | Joseph Janni                                  |          |
| 1967 (20. gála)                                                                        |                                                                      |                        |                                               |          |
| A kém, aki a hidegből jött                                                             | The Spy Who Came in from the Cold                                    | Martin Ritt            | Martin Ritt                                   |          |
| Georgy Girl                                                                            | Georgy Girl                                                          | Silvio Narizzano       | Robert A. Goldston, Otto Plaschkes            |          |
| Alfie – Szívtelen szívtipró                                                            | Alfie                                                                | Lewis Gilbert          | Lewis Gilbert                                 |          |
| Morgan – Orvosi eset                                                                   | Morgan – A Suitable Case for Treatment                               | Karel Reisz            | Leon Clore                                    |          |
| 1969 (21. gála)                                                                        |                                                                      |                        |                                               |          |
| Egy ember az örökkévalóságnak                                                          | A Man For All Seasons                                                | Fred Zinnemann         | Fred Zinnemann                                |          |
| Baleset                                                                                | Accident                                                             | Joseph Losey           | Joseph Losey, Norman Priggen                  |          |
| Ébresztő a halottaknak                                                                 | The Deadly Affair                                                    | Sidney Lumet           | Sidney Lumet                                  |          |
| Nagyítás                                                                               | Blow-Up                                                              | Michelangelo Antonioni | Carlo Ponti                                   |          |

### 1990-es évek
| Év                                        | Film                                | Film                 | Rendező                                               | Producer |
| Év                                        | Magyar cím                          | Eredeti cím          | Rendező                                               | Producer |
| ----------------------------------------- | ----------------------------------- | -------------------- | ----------------------------------------------------- | -------- |
| 1993 (46. gála)                           |                                     |                      |                                                       |          |
| Síró játék                                | The Crying Game                     | Neil Jordan          | Stephen Woolley                                       |          |
| 1994 (47. gála)                           |                                     |                      |                                                       |          |
| Árnyékország                              | Shadowlands                         | Richard Attenborough | Brian Eastman                                         |          |
| Kőzápor                                   | Raining Stones                      | Ken Loach            | Sally Hibbin                                          |          |
| Mezítelenül                               | Naked                               | Mike Leigh           | Simon Channing Williams                               |          |
| Tom és Viv                                | Tom & Viv                           | Brian Gilbert        | Marc Samuelson, Harvey Kass, Peter Samuelson          |          |
| 1995 (48. gála)                           |                                     |                      |                                                       |          |
| Sekély sírhant                            | Shallow Grave                       | Danny Boyle          | Andrew Macdonald                                      |          |
| A kezdetek                                | Backbeat                            | Iain Softley         | Finola Dwyer                                          |          |
| –––                                       | Bhaji on the Beach                  | Gurinder Chadha      | Nadine Marsh-Edwards                                  |          |
| Pap                                       | Priest                              | Antonia Bird         | George S. J. Faber                                    |          |
| 1996 (49. gála)                           |                                     |                      |                                                       |          |
| György király                             | The Madness of King George          | Nicholas Hytner      | Stephen Evans, David Parfitt                          |          |
| Egy festőnő szerelmei                     | Carrington                          | Christopher Hampton  | Ronald Shedlo, John McGrath                           |          |
| Haza és szabadság                         | Land and Freedom                    | Ken Loach            | Rebecca O'Brien                                       |          |
| Trainspotting                             | Trainspotting                       | Danny Boyle          | Andrew Macdonald                                      |          |
| 1997 (50. gála)                           |                                     |                      |                                                       |          |
| Titkok és hazugságok                      | Secrets & Lies                      | Mike Leigh           | Simon Channing Williams                               |          |
| Carla dala                                | Carla's Song                        | Ken Loach            | Sally Hibbin                                          |          |
| Fújhatjuk!                                | Brassed Off                         | Mark Herman          | Steve Abbott                                          |          |
| III. Richárd                              | Richard III                         | Richard Loncraine    | Lisa Katselas Paré, Stephen Bayly                     |          |
| 1998 (51. gála)                           |                                     |                      |                                                       |          |
| Éhkoppon                                  | Nil by Mouth                        | Gary Oldman          | Luc Besson, Douglas Urbanski, Gary Oldman             |          |
| A fronton túl                             | Regeneration                        | Gillies MacKinnon    | Allan Scott, Peter R. Simpson                         |          |
| Alul semmi                                | The Full Monty                      | Peter Cattaneo       | Uberto Pasolini                                       |          |
| Botrány a birodalomban                    | Mrs Brown                           | John Madden          | Sarah Curtis                                          |          |
| Csenő manók                               | The Borrowers                       | Peter Hewitt         | Tim Bevan, Eric Fellner, Rachel Talalay               |          |
| Hétszer 24                                | Twenty Four Seven                   | Shane Meadows        | Imogen West                                           |          |
| 1999 (52. gála)                           |                                     |                      |                                                       |          |
| Elizabeth                                 | Elizabeth                           | Shekhar Kapur        | Alison Owen, Eric Fellner, Tim Bevan                  |          |
| A nő kétszer                              | Sliding Doors                       | Peter Howitt         | Sydney Pollack, Philippa Braithwaite, William Horberg |          |
| A Ravasz, az Agy és két füstölgő puskacső | Lock, Stock and Two Smoking Barrels | Guy Ritchie          | Matthew Vaughn                                        |          |
| Hilary és Jackie                          | Hilary and Jackie                   | Anand Tucker         | Andy Paterson, Nicolas Kent                           |          |
| Little Voice                              | Little Voice                        | Mark Herman          | Elizabeth Karlsen                                     |          |

### 2000-es évek
| Év                                              | Film                                           | Film                         | Rendező                                                                               | Producer |
| Év                                              | Magyar cím                                     | Eredeti cím                  | Rendező                                                                               | Producer |
| ----------------------------------------------- | ---------------------------------------------- | ---------------------------- | ------------------------------------------------------------------------------------- | -------- |
| 2000 (53. gála)                                 |                                                |                              |                                                                                       |          |
| A Kelet az Kelet                                | East Is East                                   | Damien O'Donnell             | Leslee Udwin                                                                          |          |
| Anyegin (film, 1999)                            | Onegin                                         | Martha Fiennes               | Ileen Maisel, Simon Bosanquet                                                         |          |
| Csodaország                                     | Wonderland                                     | Michael Winterbottom         | Michele Camarda, Andrew Eaton                                                         |          |
| Patkányfogó                                     | Ratcatcher                                     | Lynne Ramsay                 | Gavin Emerson                                                                         |          |
| Sztárom a párom                                 | Notting Hill                                   | Roger Michell                | Duncan Kenworthy                                                                      |          |
| Tingli-tangli                                   | Topsy-Turvy                                    | Mike Leigh                   | Simon Channing Williams                                                               |          |
| 2001 (54. gála)                                 |                                                |                              |                                                                                       |          |
| Billy Elliot                                    | Billy Elliot                                   | Stephen Daldry               | Greg Brenman, Jon Finn                                                                |          |
| Az Öröm háza                                    | The House of Mirth                             | Terence Davies               | Olivia Stewart                                                                        |          |
| Az utolsó menedék                               | Last Resort                                    | Paweł Pawlikowski            | Ruth Caleb                                                                            |          |
| Csibefutam                                      | Chicken Run                                    | Nick Park                    | Peter Lord, David Sproxto                                                             |          |
| Szexi dög                                       | Sexy Beast                                     | Jonathan Glazer              | Jeremy Thomas                                                                         |          |
| 2002 (55. gála)                                 |                                                |                              |                                                                                       |          |
| Gosford Park                                    | Gosford Park                                   | Robert Altman                | Bob Balaban, David Levy                                                               |          |
| Bridget Jones naplója                           | Bridget Jones's Diary                          | Sharon Maguire               | Tim Bevan, Eric Fellner, Jonathan Cavendish                                           |          |
| Harry Potter és a bölcsek köve                  | Harry Potter and the Philosopher's Stone       | Chris Columbus               | David Heyman                                                                          |          |
| Iris – Egy csodálatos női elme                  | Iris                                           | Richard Eyre                 | Robert Fox, Scott Rudin                                                               |          |
| Se veled, se nélküled                           | Me Without You                                 | Sandra Goldbacher            | Finola Dwyer                                                                          |          |
| 2003 (56. gála)                                 |                                                |                              |                                                                                       |          |
| A harcos                                        | The Warrior                                    | Asif Kapadia                 | Bertrand Faivre                                                                       |          |
| A Magdolna nővérek                              | The Magdalene Sisters                          | Peter Mullan                 | Frances Higson                                                                        |          |
| Az órák                                         | The Hours                                      | Stephen Daldry               | Scott Rudin, Robert Fox                                                               |          |
| Csavard be, mint Beckham                        | Bend It Like Beckham                           | Gurinder Chadha              | Deepak Nayar                                                                          |          |
| Gyönyörű mocsokságok                            | Dirty Pretty Things                            | Stephen Frears               | Tracey Seaward, Robert Jones                                                          |          |
| 2004 (57. gála)                                 |                                                |                              |                                                                                       |          |
| Zuhanás a csendbe                               | Touching the Void                              | Kevin Macdonald              | John Smithson                                                                         |          |
| Ezen a világon                                  | In This World                                  | Michael Winterbottom         | Andrew Eaton, Anita Overland                                                          |          |
| Hideghegy                                       | Cold Mountain                                  | Anthony Minghella            | Sydney Pollack, William Horberg, Albert Berger, Ron Yerxa                             |          |
| Igazából szerelem                               | Love Actually                                  | Richard Curtis               | Duncan Kenworthy, Tim Bevan, Eric Fellner                                             |          |
| Leány gyöngy fülbevalóval                       | Girl with a Pearl Earring                      | Peter Webber                 | Anand Tucker, Andy Paterson                                                           |          |
| 2005 (58. gála)                                 |                                                |                              |                                                                                       |          |
| Szerelmem nyara                                 | My Summer of Love                              | Paweł Pawlikowski            | Tanya Seghatchian, Chris Collins                                                      |          |
| –––                                             | Dead Man's Shoes                               | Shane Meadows                | Mark Herbert                                                                          |          |
| Haláli hullák hajnala                           | Shaun of the Dead                              | Edgar Wright                 | Nira Park                                                                             |          |
| Harry Potter és az azkabani fogoly              | Harry Potter and the Prisoner of Azkaban       | Alfonso Cuarón               | David Heyman , Chris Columbus, Mark Radcliffe                                         |          |
| Vera Drake                                      | Vera Drake                                     | Mike Leigh                   | Simon Channing Williams, Alain Sarde                                                  |          |
| 2006 (59. gála)                                 |                                                |                              |                                                                                       |          |
| Wallace és Gromit és az elvetemült veteménylény | Wallace & Gromit: The Curse of the Were-Rabbit | Nick Park, Steve Box         | Claire Jennings, David Sproxton, Bob Baker                                            |          |
| Az elszánt diplomata                            | The Constant Gardener                          | Fernando Meirelles           | Simon Channing Williams, Jeffrey Caine                                                |          |
| Bikatöke                                        | A Cock and Bull Story                          | Michael Winterbottom         | Andrew Eaton, Martin Hardy                                                            |          |
| Büszkeség és balítélet                          | Pride & Prejudice                              | Joe Wright                   | Tim Bevan, Eric Fellner, Paul Webster, Deborah Moggach                                |          |
| –––                                             | Festival                                       | Annie Griffin                | Christopher Young                                                                     |          |
| 2007 (60. gála)                                 |                                                |                              |                                                                                       |          |
| Az utolsó skót király                           | The Last King of Scotland                      | Kevin Macdonald              | Andrea Calderwood, Lisa Bryer, Charles Steel, Peter Morgan                            |          |
| A királynő                                      | The Queen                                      | Stephen Frears               | Tracey Seaward, Christine Langan, Andy Harries, Peter Morgan                          |          |
| A United 93-as                                  | United 93                                      | Paul Greengrass              | Tim Bevan, Lloyd Levin                                                                |          |
| Casino Royale                                   | Casino Royale                                  | Martin Campbell              | Michael G. Wilson, Barbara Broccoli, Robert Wade, Paul Haggis, Neal Purvis            |          |
| Egy botrány részletei                           | Notes on a Scandal                             | Richard Eyre                 | Scott Rudin, Robert Fox                                                               |          |
| 2008 (61. gála)                                 |                                                |                              |                                                                                       |          |
| Ez itt Anglia                                   | This Is England                                | Shane Meadows                | Mark Herbert                                                                          |          |
| A Bourne-ultimátum                              | The Bourne Ultimatum                           | Paul Greengrass              | Patrick Crowley, Frank Marshall, Paul L. Sandberg, Doug Liman                         |          |
| Control                                         | Control                                        | Anton Corbijn                | Tony Wilson, Deborah Curtis                                                           |          |
| Eastern Promises – Gyilkos ígéretek             | Eastern Promises                               | David Cronenberg             | Paul Paul Webster, Robert Lantos                                                      |          |
| Vágy és vezeklés                                | Atonement                                      | Joe Wright                   | Tim Bevan, Eric Fellner, Paul Webster                                                 |          |
| 2009 (62. gála)                                 |                                                |                              |                                                                                       |          |
| Ember a magasban                                | Man on Wire                                    | James Marsh                  | Simon Chinn                                                                           |          |
| Éhség                                           | Hunger                                         | Steve McQueen                | Laura Hastings-Smith, Robin Gutch                                                     |          |
| Erőszakik                                       | In Bruges                                      | Martin McDonagh              | Graham Broadbent, Peter Czernin                                                       |          |
| Gettómilliomos                                  | Slumdog Millionaire                            | Danny Boyle, Loveleen Tandan | Christian Colson                                                                      |          |
| Mamma Mia!                                      | Mamma Mia!                                     | Phyllida Lloyd               | Judy Craymer, Benny Andersson, Björn Ulvaeus, Phyllida Lloyd , Tom Hanks, Rita Wilson |          |

### 2010-es évek
| Év                                 | Film                                      | Film                           | Rendező | Producer |
| Év                                 | Magyar cím                                | Eredeti cím                    | Rendező | Producer |
| ---------------------------------- | ----------------------------------------- | ------------------------------ | --- | -------- |
| 2010 (63. gála)                    |                                           |                                | |          |
| Akvárium                           | Fish Tank                                 | Andrea Arnold                  | Kees Kasander, Nick Laws, Andrea Arnold |          |
| Egy lányról                        | An Education                              | Lone Scherfig                  | Finola Dwyer, Amanda Posey, Lone Scherfig, Nick Hornby                                                                                              |          |
| Egy kis gubanc                     | In the Loop                               | Armando Iannucci               | Kevin Loader, Adam Tandy, Armando Iannucci, Jesse Armstrong, Simon Blackwell, Tony Roche                                                            |          |
| Hold                               | Moon                                      | Duncan Jones                   | Stuart Fenegan, Trudie Styler, Duncan Jones, Nathan Parker                                                                                          |          |
| John Lennon – A fiatal évek        | Nowhere Boy                               | Sam Taylor-Wood                | Robert Bernstein, Douglas Rae, Kevin Loader, Sam Taylor-Johnson, Matt Greenhalgh                                                                    |          |
| 2011 (64. gála)                    |                                           |                                | |          |
| A király beszéde                   | The King's Speech                         | Tom Hooper                     | Tom Hooper, Iain Canning, Emile Sherman, Gareth Unwin                                                                                               |          |
| 127 óra                            | 127 Hours                                 | Danny Boyle                    | Danny Boyle, Christian Colson, John Smithson |          |
| Harc az egyenjogúságért            | Made in Dagenham                          | Nigel Cole                     | Nigel Cole, Stephen Woolley, Elizabeth Karlsen |          |
| Még egy év                         | Another Year                              | Mike Leigh                     | Mike Leigh, Georgina Lowe |          |
| Négy oroszlán                      | Four Lions                                | Chris Morris                   | Chris Morris, Mark Herbert, Derrin Schlesinger |          |
| 2012 (65. gála)                    |                                           |                                | |          |
| Suszter, szabó, baka, kém          | Tinker Tailor Soldier Spy                 | Tomas Alfredson                | Tomas Alfredson, Eric Fellner, Bridget O'Connor, Peter Straughan, Robyn Slovo, Tim Bevan                                                            |          |
| Beszélnünk kell Kevinről           | We Need to Talk About Kevin               | Lynne Ramsay                   | Jennifer Fox, Rory Stewart Kinnear, Lynne Ramsay, Luc Roeg, Robert Salerno                                                                          |          |
| Egy hét Marilynnel                 | My Week with Marilyn                      | Simon Curtis                   | Simon Curtis, Adrian Hodges, David Parfitt, Harvey Weinstein                                                                                        |          |
| Senna                              | Senna                                     | Asif Kapadia                   | Tim Bevan, Eric Fellner, James Gay-Rees, Asif Kapadia, Manish Pandey                                                                                |          |
| A szégyentelen                     | Shame                                     | Steve McQueen                  | Emile Sherman, Abi Morgan, Steve McQueen, Iain Canning                                                                                              |          |
| 2013 (66. gála)                    |                                           |                                | |          |
| Skyfall                            | Skyfall                                   | Sam Mendes                     | Sam Mendes, Michael G. Wilson, Barbara Broccoli, Neal Purvis, Robert Wade, John Logan                                                               |          |
| Anna Karenina                      | Anna Karenina                             | Joe Wright                     | Joe Wright, Tim Bevan, Eric Fellner, Paul Webster, Tom Stoppard                                                                                     |          |
| A hét pszichopata és a si-cu       | Seven Psychopaths                         | Martin McDonagh                | Martin McDonagh, Graham Broadbent, Pete Czernin |          |
| A nyomorultak                      | Les Misérables                            | Tom Hooper                     | Tom Hooper, Tim Bevan, Eric Fellner, Debra Hayward, Cameron Mackintosh, William Nicholson, Alain Boublil, Claude-Michel Schönberg, Herbert Kretzmer |          |
| Keleti nyugalom – Marigold Hotel   | The Best Exotic Marigold Hotel            | John Madden                    | John Madden, Graham Broadbent, Pete Czernin, Oliver Parker                                                                                          |          |
| 2014 (67. gála)                    |                                           |                                | |          |
| Gravitáció                         | Gravity                                   | Alfonso Cuarón                 | Alfonso Cuarón, David Heyman, Jonás Cuarón |          |
| Az önző óriás                      | The Selfish Giant                         | Clio Barnard                   | Tracy O'Riordan |          |
| Banks úr megmentése                | Saving Mr. Banks                          | John Lee Hancock               | Alison Owen, Ian Collie, Philip Steuer, Kelly Marcel, Sue Smith                                                                                     |          |
| Hajsza a győzelemért               | Rush                                      | Ron Howard                     | Ron Howard, Andrew Eaton, Peter Morgan |          |
| Mandela – Hosszú út a szabadságig  | Mandela: Long Walk to Freedom             | Justin Chadwick                | Justin Chadwick, Anant Singh, David M. Thompson, William Nicholson                                                                                  |          |
| Philomena – Határtalan szeretet    | Philomena                                 | Stephen Frears                 | Gabrielle Tana, Steve Coogan, Tracey Seaward |          |
| 2015 (68. gála)                    |                                           |                                | |          |
| A mindenség elmélete               | The Theory of Everything                  | James Marsh                    | Tim Bevan, Eric Fellner, Lisa Bruce, Anthony McCarten                                                                                               |          |
| '71                                | '71                                       | Yann Demange                   | Angus Lamont, Robin Gutch, Gregory Burke |          |
| A felszín alatt                    | Under the Skin                            | Jonathan Glazer                | James Wilson, Nick Wechsler, Walter Campbell |          |
| Büszkeség és bányászélet           | Pride                                     | Matthew Warchus                | David Livingstone, Stephen Beresford |          |
| Kódjátszma                         | The Imitation Game                        | Morten Tyldum                  | Nora Grossman, Ido Ostrowsky, Teddy Schwarzman |          |
| Paddington                         | Paddington                                | Paul King                      | David Heyman |          |
| 2016 (69. gála)                    |                                           |                                | |          |
| Brooklyn                           | Brooklyn                                  | John Crowley                   | John Crowley, Finola Dwyer, Amanda Posey, Nick Hornby                                                                                               |          |
| 45 év                              | 45 Years                                  | Andrew Haigh                   | Andrew Haigh, Tristan Goligher |          |
| A dán lány (film)                  | The Danish Girl                           | Tom Hooper                     | Tom Hooper, Tim Bevan, Eric Fellner, Anne Harrison, Gail Mutrux, Lucinda Coxon                                                                      |          |
| A homár                            | The Lobster                               | Jórgosz Lánthimosz             | Ceci Dempsey, Ed Guiney, Lee Magiday, Efthimis Filippou                                                                                             |          |
| Amy – Az Amy Winehouse-sztori      | Amy                                       | Asif Kapadia                   | James Gay-Rees |          |
| Ex Machina                         | Ex Machina                                | Alex Garland                   | Andrew Macdonald, Allon Reich |          |
| 2017 (70. gála)                    |                                           |                                | |          |
| Én, Daniel Blake                   | I, Daniel Blake                           | Ken Loach                      | Ken Loach, Rebecca O'Brien, Paul Laverty |          |
| –––                                | American Honey                            | Andrea Arnold                  | Andrea Arnold, Lars Knudsen, Pouya Shahbazian, Jay Van Hoy                                                                                          |          |
| Legendás állatok és megfigyelésük  | Fantastic Beasts and Where to Find Them   | David Yates                    | David Yates, J. K. Rowling, David Heyman, Steve Kloves, Lionel Wigram                                                                               |          |
| –––                                | Notes on Blindness                        | Peter Middleton, James Spinney | Peter Middleton, James Spinney, Mike Brett, Jo-Jo Ellison, Steve Jamison                                                                            |          |
| Tagadás                            | Denial                                    | Mick Jackson                   | Mick Jackson, Gary Foster, Russ Krasnoff, David Hare                                                                                                |          |
| –––                                | Under the Shadow                          | Babak Anvari                   | Babak Anvari, Emily Leo, Oliver Roskill, Lucan Toh                                                                                                  |          |
| 2018 (71. gála)                    |                                           |                                | |          |
| Három óriásplakát Ebbing határában | Three Billboards Outside Ebbing, Missouri | Martin McDonagh                | Martin McDonagh, Graham Broadbent, Peter Czernin |          |
| A legsötétebb óra                  | Darkest Hour                              | Joe Wright                     | Joe Wright, Tim Bevan, Lisa Bruce, Eric Fellner, Anthony McCarten, Douglas Urbanski                                                                 |          |
| Isten országa                      | God's Own Country                         | Francis Lee                    | Francis Lee, Manon Ardisson, Jack Tarling |          |
| Lady Macbeth                       | Lady Macbeth                              | William Oldroyd                | William Oldroyd, Fodhla Cronin O'Reilly, Alice Birch                                                                                                |          |
| Paddington 2.                      | Paddington 2                              | Paul King                      | Paul King, David Heyman, Simon Farnaby |          |
| Sztálin halála                     | The Death of Stalin                       | Armando Iannucci               | Armando Iannucci, Kevin Loader, Laurent Zeitoun, Yann Zenou, Ian Martin, David Schneider                                                            |          |
| 2019 (72. gála)                    |                                           |                                | |          |
| A kedvenc                          | The Favourite                             | Jórgosz Lánthimosz             | Jórgosz Lánthimosz, Ceci Dempsey, Ed Guiney, Lee Magiday, Deborah Davis, Tony McNamara                                                              |          |
| Bohém rapszódia                    | Bohemian Rhapsody                         | Bryan Singer                   | Graham King, Anthony McCarten |          |
| McQueen                            | McQueen                                   | Ian Bonhôte                    | Ian Bonhôte, Peter Ettedgui, Andee Ryder, Nick Taussig                                                                                              |          |
| Sosem voltál itt                   | You Were Never Really Here                | Lynne Ramsay                   | Lynne Ramsay, Rosa Attab, Pascal Caucheteux, James Wilson                                                                                           |          |
| Stan és Pan                        | Stan & Ollie                              | Jon S. Baird                   | Jon S. Baird, Faye Ward, Jeff Pope |          |
| Vadállat                           | Beast                                     | Michael Pearce                 | Michael Pearce, Kristian Brodie, Lauren Dark, Ivana MacKinnon                                                                                       |          |

### 2020-as évek
| Év                                     | Film                                  | Film                         | Rendező | Producer |
| Év                                     | Magyar cím                            | Eredeti cím                  | Rendező | Producer |
| -------------------------------------- | ------------------------------------- | ---------------------------- | --- | -------- |
| 2020 (73. gála)                        |                                       |                              | |          |
| 1917                                   | 1917                                  | Sam Mendes                   | Sam Mendes, Pippa Harris, Jayne-Ann Tenggren, Callum McDougall, Krysty Wilson-Cairns                                |          |
| A két pápa                             | The Two Popes                         | Fernando Meirelles           | Fernando Meirelles, Jonathan Eirich, Dan Lin, Tracey Seaward, Anthony McCarten                                      |          |
| –––                                    | Bait                                  | Mark Jenkin                  | Mark Jenkin, Kate Byers, Linn Waite                                                                                 |          |
| Kislányomnak, Samának                  | For Sama (‘min ajl sama‘)             | Waad Al-Kateab, Edward Watts | Waad Al-Kateab, Edward Watts                                                                                        |          |
| Rocketman                              | Rocketman                             | Dexter Fletcher              | Dexter Fletcher, Adam Bohling, David Furnish, David Reid, Matthew Vaughn, Lee Hall                                  |          |
| Sajnáljuk, nem találtuk otthon         | Sorry We Missed You                   | Ken Loach                    | Ken Loach, Rebecca O'Brien, Paul Laverty                                                                            |          |
| 2021 (74. gála)                        |                                       |                              | |          |
| Ígéretes fiatal nő                     | Promising Young Woman                 | Emerald Fennell              | Emerald Fennell, Ben Browning, Ashley Fox, Josey McNamara                                                           |          |
| A mauritániai                          | The Mauritanian                       | Kevin Macdonald              | Kevin Macdonald, Adam Ackland, Leah Clarke, Beatriz Levin, Lloyd Levin, Rory Haines, Sohrab Noshirvani, M.B. Traven |          |
| Ásatás                                 | The Dig                               | Simon Stone                  | Simon Stone, Gabrielle Tana, Moira Buffini                                                                          |          |
| Az apa                                 | The Father                            | Florian Zeller               | Florian Zeller, Philippe Carcassonne, Jean-Louis Livi, David Parfitt, Christopher Hampton                           |          |
| –––                                    | Calm with Horses                      | Nick Rowland                 | Nick Rowland, Daniel Emmerson, Joe Murtagh                                                                          |          |
| Kinek a háza?                          | His House                             | Remi Weekes                  | Remi Weekes, Martin Gentles, Edward King, Roy Lee                                                                   |          |
| –––                                    | Limbo                                 | Ben Sharrock                 | Ben Sharrock, Irune Gurtubai, Angus Lamont                                                                          |          |
| Megszállott megváltás                  | Saint Maud                            | Rose Glass                   | Rose Glass, Andrea Cornwell, Oliver Kassman                                                                         |          |
| –––                                    | Mogul Mowgli                          | Bassam Tariq                 | Bassam Tariq, Riz Ahmed, Thomas Benski, Bennett McGhee                                                              |          |
| –––                                    | Rocks                                 | Sarah Gavron                 | Sarah Gavron, Ameenah Ayub Allen, Faye Ward, Theresa Ikoko, Claire Wilson                                           |          |
| 2022 (75. gála)                        |                                       |                              | |          |
| Belfast                                | Belfast                               | Kenneth Branagh              | Laura Berwick, Kenneth Branagh, Becca Kovacik, Tamar Thomas                                                         |          |
| A Gucci-ház                            | House of Gucci                        | Ridley Scott                 | Ridley Scott, Giannina Facio, Kevin J. Walsh, Mark Huffam                                                           |          |
| A látszat ára                          | Passing                               | Rebecca Hall                 | Nina Yang Bongiovi, Forest Whitaker, Margot Hand, Rebecca Hall                                                      |          |
| –––                                    | Ali & Ava                             | Clio Barnard                 | Tracy O'Riordan |          |
| Cyrano                                 | Cyrano                                | Joe Wright                   | Tim Bevan, Eric Fellner, Guy Heeley                                                                                 |          |
| Forráspont                             | Boiling Point                         | Philip Barantini             | Hester Ruoff, Bart Ruspoli                                                                                          |          |
| Mindenki Jamie-ről beszél              | Everybody's Talking About Jamie       | Johnathan Butterell          | Mark Herbert, Peter Carlton, Arnon Milchan                                                                          |          |
| Nincs idő meghalni                     | No Time To Die                        | Cary Joji Fukunaga           | Michael G. Wilson, Barbara Broccoli                                                                                 |          |
| Szerelem után                          | After Love                            | Aleem Khan                   | Matthieu de Braconier, Gabrielle Dumon                                                                              |          |
| Utolsó éjszaka a Sohóban               | Last Night in Soho                    | Edgar Wright                 | Nira Park, Tim Bevan, Eric Fellner, Edgar Wright                                                                    |          |
| 2023 (76. gála)                        |                                       |                              | |          |
| A sziget szellemei                     | The Banshees of Inisherin             | Martin McDonagh              | Martin McDonagh, Graham Broadbent, Peter Czernin                                                                    |          |
| A csoda                                | The Wonder                            | Sebastián Lelio              | Sebastián Lelio, Ed Guiney, Juliette Howell, Andrew Lowe, Tessa Ross, Alice Birch, Emma Donoghue                    |          |
| A fény birodalma                       | Empire of Light                       | Sam Mendes                   | Sam Mendes, Pippa Harris                                                                                            |          |
| A Mardini nővérek                      | The Swimmers                          | Sally El Hosaini             | Sally El Hosaini, Jack Thorne; TBC-producer(ek)                                                                     |          |
| –––                                    | Brian and Charles                     | Jim Archer                   | Jim Archer, Rupert Majendie, David Earl, Chris Hayward                                                              |          |
| Ecc, pecc, ki lehetsz?                 | See How They Run                      | Tom George                   | Tom George, Gina Carter, Damian Jones, Mark Chappell                                                                |          |
| Élj!                                   | Living                                | Oliver Hermanus              | Oliver Hermanus, Elizabeth Karlsen, Stephen Woolley, Kazuo Ishiguro                                                 |          |
| Matilda – A musical                    | Roald Dahl's Matilda the Musical      | Matthew Warchus              | Matthew Warchus, Tim Bevan, Eric Fellner, Jon Finn, Luke Kelly, Dennis Kelly                                        |          |
| Minden jót, Leo Grande                 | Good Luck to You, Leo Grande          | Sophie Hyde                  | Sophie Hyde, Debbie Gray, Adrian Politowski, Katy Brand                                                             |          |
| Volt egyszer egy nyár                  | Aftersun                              | Charlotte Wells              | TBC-producerek |          |
| 2024 (77. gála)                        |                                       |                              | |          |
| Érdekvédelmi terület                   | The Zone of Interest                  | Jonathan Glazer              | James Wilson és Ewa Puszczyńska                                                                                     |          |
| Mind idegenek vagyunk                  | All of Us Strangers                   | Andrew Haigh                 | Graham Broadbent, Pete Czernin és Sarah Harvey                                                                      |          |
| A vadóc                                | Scrapper                              | Charlotte Regan              | Theo Barrowclough                                                                                                   |          |
| Hogyan szexeljünk                      | The Zone of Interest                  | Molly Manning Walker         | Emily Leo, Ivana MacKinnon és Konstantinos Kontovrakis                                                              |          |
| Napóleon                               | Napoleon                              | Ridley Scott                 | Mark Huffam, Kevin J. Walsh és David Scarpa                                                                         |          |
| Rye Lane                               | Rye Lane                              | Raine Allen-Miller           | Yvonne Isimeme Ibazebo, Damian Jones, Nathan Bryon és Tom Melia                                                     |          |
| Saltburn                               | Saltburn                              | Emerald Fennell              | Josey McNamara és Margot Robbie                                                                                     |          |
| Szegény párák                          | Poor Things                           | Jórgosz Lánthimosz           | Ed Guiney, Andrew Lowe, Emma Stone és Tony McNamara                                                                 |          |
| The Old Oak – A mi kocsmánk            | The Old Oak                           | Ken Loach                    | Rebecca O'Brien és Paul Laverty                                                                                     |          |
| Wonka                                  | Wonka                                 | Paul King                    | Alexandra Derbyshire, David Heyman és Simon Farnaby                                                                 |          |
| 2025 (78. gála)                        |                                       |                              | |          |
| Konklávé                               | Conclave                              | Edward Berger                | Edward Berger, Tessa Ross, Juliette Howell, Michael A. Jackman és Peter Straughan                                   |          |
| Bird                                   | Bird                                  | Andrea Arnold                | Andrea Arnold, Tessa Ross, Juliette Howell és Lee Groombridge                                                       |          |
| Blitz                                  | Blitz                                 | Steve McQueen                | Steve Mcqueen, Tim Bevan, Eric Fellner és Anita Overland                                                            |          |
| Gladiátor II.                          | Gladiator II                          | Ridley Scott                 | Ridley Scott, Douglas Wick, Lucy Fisher, Michael Pruss, David Scarpa és Peter Craig                                 |          |
| Keserű igazságok                       | Hard Truths                           | Mike Leigh                   | Mike Leigh és Georgina Lowe                                                                                         |          |
| Kivérző szerelem                       | Love Lies Bleeding                    | Rose Glass                   | Rose Glass, Andrea Cornwell, Oliver Kassman és Wereonika Tofilska                                                   |          |
| Kneecap                                | Kneecap                               | Rich Peppiatt                | Rich Peppiatt, Trevor Birney, Jack Tarling, Naoise Ó Cairealláin, Liam Óg Ó Hannaidh és Jj Ó Dochartaigh            |          |
| Lee                                    | Lee                                   | Ellen Kuras                  | Ellen Kuras, Kate Solomon, Kate Winslet, Liz Hannah, Marion Hume, John Collee és Lem Dobbs                          |          |
| Parlagon                               | The Outrun                            | Nora Fingscheidt             | Nora Fingscheidt, Sarah Brocklehurst, Dominic Norris, Jack Lowden, Saoirse Ronan és Amy Liptrot                     |          |
| Wallace és Gromit: A szárnyas bosszúja | Wallace & Gromit: Vengeance Most Fowl | Nick Park                    | Nick Park, Merlin Crossingham, Richard Beek,and Mark Burton                                                         |          |